# Rotondella
Rotondella är en ort och kommun i provinsen Matera i regionen Basilicata i Italien. Kommunen hade 2 592 invånare (2017).